# Barbe-Bleue (film, 1901)
Pour les articles homonymes, voir Barbe-Bleue (homonymie).
Pour plus de détails, voir Fiche technique et Distribution.
Barbe-Bleue, parfois titré Barde-Bleue, est un film français réalisé par Georges Méliès, sorti en 1901.

## Argument
Le film est une adaptation du célèbre conte de Charles Perrault, La Barbe bleue. Barbe-Bleue épouse sa huitième femme avec force argent pour l'heureux père de la mariée. Devant partir en voyage il confie son château et son trousseau de clefs à sa bien-aimée qui va bientôt découvrir ses défuntes compagnes d'infortune.

## Fiche technique
- Titre original : Barbe-Bleue
- Titre anglais : Bluebeard
- Réalisation : Georges Méliès
- Scénario : Georges Méliès, d'après le conte homonyme de Charles Perrault (1697)
- Décors : Georges Méliès
- Image : Théophile Michault et Maurice Astaix
- Son : Film muet
- Producteur : Georges Méliès
- Société de production : Star Film
- Pays de production :  France
- Format : noir et blanc - 1,33.1 - 35 mm
- Genre : conte de fée
- Durée : 9 minutes
- Tournage au Studio Méliès à Montreuil-sous-Bois
- Dates de sortie : 
  - France : 1901
  - États-Unis : 3 mai 1902 (New York)

## Interprétation
- Georges Méliès : La Barbe bleue
- Jehanne d'Alcy : la huitième femme de Barbe-Bleue
- Bleuette Bernon : la fée marraine

## Analyse du film
« La clé de la pièce interdite où sont conservés les cadavres des épouses assassinées est un accessoire surdimensionné, d'une quarantaine de centimètres, afin qu’on la remarque d’abord dans la main du mari meurtrier, puis dans celle de sa septième femme. Et lorsque celle-ci, désobéissant aux ordres de son époux, entre dans la pièce maudite et laisse tomber la clé au pied d’un billot où elle est souillée définitivement par le sang des victimes, Méliès fait grandir la clé par une succession d’arrêts de caméra et autant de substitutions de clés en bois de plus en plus grandes. L’objet devient aussi haut que le personnage! Ce qui permet de voir enfin la tache de sang, là où un simple gros plan de la main tenant une clé aux proportions normales aurait suffi. Pourtant, Méliès ne pouvait pas envisager que son tableau puisse être interrompu par un cadrage serré sur une main en quelque sorte amputée, qui aurait en plus remis en cause la conception scénique théâtrale de tous ses films. Un siècle plus tard, il faut avouer que la naïveté du procédé ne manque pas de charme, bien au contraire… »